# Lustrochernes mauriesi
Lustrochernes mauriesi es una especie de arácnido  del orden Pseudoscorpionida de la familia Chernetidae.

## Distribución geográfica
Se encuentra en Guadalupe (Francia).